# Hundige Station
Hundige Station er en s-togs-station på Køge Bugt-banen ved bydelen Hundige i den østlige ende af Greve Kommune. Lige siden stationen åbnede sammen med udvidelsen af Køge Bugt-banen fra Vallensbæk til Hundige i 1976, har stationen været betjent af linje A og efter forlængelsen videre til Solrød Strand i 1979 desuden af linje E. Nu til dags stopper linje A ved Hundige. Om aftenen, i weekenden og nat efter fredag og lørdag betjenes banen udelukkende af linje A, som kommer fra Hillerød til slutstationen i Køge.
Der er fire spor på Hundige station; spor 1 og 4 er gennemgående, og benyttes af E-togene. De mellemliggende spor 2 og 3 fortsætter til et rangerområde umiddelbart syd for stationen, hvor indkommende A-tog "vender" og gøres klar til en ny tur nordpå. Spor 4 udmærker sig i øvrigt ved at have perroner på begge sider, hvor man fra tog på de andre spor kun kan stige ud til én side. Dette sparer rejsende der ankommer med E-toget nordfra (og tidligere også linje A+) for en tur ad trapper eller med elevator når de forlader stationen.
I umiddelbar tilknytning til stationen ligger en busterminal med stoppesteder for flere linjer. Dertil er der parkeringsplads for almindelige personbiler samt holdepladser hvor taxier og private billister kan modtage og sætte passagerer af.
I dette område ligger jernbanen i niveau med det omgivende terræn, så selve stationsbygningen fungerer som en art bro hen over sporene ved den sydlige ende af perronerne, hvor også en cykel- og gangsti krydser sporene. I den nordlige ende findes en fodgængerbro, der ligeledes tillader passage af sporene, og desuden giver adgang til stationens perroner.
I efteråret 2011 blev stationen renoveret, med nye farver, indendørs facader og nye højtalere.

## Galleri
- Wikimedia Commons har flere filer relateret til Hundige Station

- Interiør i stationsbygningen.
- Grønt trapperum ved spor 1 og 2.
- Gult trapperum ved spor 3 og 4.
- Rødt trapperum ved busterminalen.
- Perron mellem spor 3 og 4.
- Gangbroen i nordenden af stationen.

## Antal rejsende
Ifølge Østtællingen var udviklingen i antallet af dagligt afrejsende med S-tog:
| År   | Antal | År   | Antal | År   | Antal | År   | Antal |
| ---- | ----- | ---- | ----- | ---- | ----- | ---- | ----- |
| 1957 | -     | 1974 | -     | 1991 | 5.815 | 2001 | 4.840 |
| 1960 | -     | 1975 | -     | 1992 | 6.188 | 2002 | 4.498 |
| 1962 | -     | 1977 | 3.360 | 1993 | 6.434 | 2003 | 4.714 |
| 1964 | -     | 1979 | 3.955 | 1995 | 6.129 | 2004 | 5.201 |
| 1966 | -     | 1981 | 5.238 | 1996 | 5.736 | 2005 | 4.545 |
| 1968 | -     | 1984 | 5.901 | 1997 | 4.876 | 2006 | 4.170 |
| 1970 | -     | 1987 | 5.882 | 1998 | 5.081 | 2007 | 3.961 |
| 1972 | -     | 1990 | 5.318 | 2000 | 4.906 | 2008 | 3.504 |